# Anton Edzardi
Anton Philipp Edzardi (født 11. marts 1849 i Anklam, død 6. juni 1882 i Leipzig) var en tysk filolog.
Edzardi studerade under Möbius och Zarncke, blev doctor philosophiæ 1873, docent i Leipzig 1876 og ekstraordinær professor sammesteds 1882. Hans første arbejder behandler den middelhøjtyske poetiske litteratur, men som universitetslærer beskæftigede han sig næsten udelukkende med den oldislandske litteraturen, dels som oversætter, dels som litteraturhistoriker.